# قمی (نام خانوادگی)
قمی به معنای منسوب به قم، متعلق به قم، و نظیر آن است، و شاید به یکی از این افراد اشاره کند:
- طباطبایی قمی
- شیخ عباس قمی
- قاضی سعید قمی
- علی بن ابراهیم قمی
- احمد منشی قمی
- ابن قولویه قمی
- علی بن بابویه قمی
- محمد مؤمن قمی
- محمد بن حسن بن ولید قمی
- آقا ابراهیم قمی
- ابراهیم بن هاشم قمی
- میرزای قمی
- مجدالملک قمی
- تاج‌الملک قمی
- محیط قمی
- محمدعلی گرامی قمی
- ابونصر قمی
- احمد بن اسحاق اشعری قمی
- محمود انصاری قمی
- حسن کاظمی قمی
- سید ابوالفضل برقعی قمی
- میر والهی قمی
- محسن قمی
- حسین قمی
- احمد آذری قمی
- محمد قمی
- محمود زمانی قمی
- سید حسین طباطبایی قمی
- سید حسن طباطبایی قمی
- سید تقی طباطبایی قمی
- رضوانی
- میره ای